# Барсуков, Александр Платонович
Алекса́ндр Плато́нович Барсуко́в (4 [16] декабря 1839, село Ивановка, Тамбовская губерния — 15 [28] апреля 1914, Санкт-Петербург) — русский историк, геральдист и генеалог, младший брат Николая Барсукова. Второй его брат, Иван, известен как автор книги «Инокентий, митрополит Московский и Коломенский, по сочинениям, письмам и рассказам современников» (Москва, 1883) и издатель «Творений» Инокентия (Мск, 1887).

## Биография
Родился в дворянской семье. Окончил Воронежский кадетский корпус и выпущен в драгунский Военного Ордена полк.
В 1868 году перешёл на гражданскую службу в Святейший Синод, а затем в Сенат, где до смерти состоял управляющим гербовым отделением при департаменте герольдии. В период его руководства Гербовым отделением здесь были составлены шесть частей Общего гербовника (XIV — 1890 г., XV — 1895 г., XVI — 1901 г., XVII — 1904 г., XVIII — 1908 г. и XIX — 1914 г. Были удалены ранее введённые Б. В. Кёне украшения городских гербов, благодаря чему они упростились.
Это был историк консервативных воззрений, твердо уверенный в огромной государственной пользе своей деятельности. В разборе исследования П. Н. Петрова «История родов русского дворянства» (Спб., 1886, ч. I) он писал, что разработка родословий российских дворян крайне необходима «для выяснения важной роли наших родовых фамилий в судьбах России»; эти труды, считал он, «благотворно действуют на общественное самосознание». С 1883 по 1909 год состоял членом археографической комиссии.

## Избранные труды
- Автографы известных и замечательных людей (Из архива С. Ю. Витте) / С предисл. и примеч. А. П. Барсукова. — СПб.: тип. Стасюлевича, 1905. — 126 с.
- Барсуков А. П. Воеводы Московского государства XVII века (по правительственным актам). — СПб.: тип. В. С. Балашева и К°, 1897. — 17 с. — (Отт. из 11 вып. «Летописи занятий Археогр. комис.»).
- Барсуков А. П. Всероссийский патриарх Иоаким Савелов : Чит. в заседании 21 дек. 1890. — СПб.: О-во Любителей Духов. Просвещения, 1891. — 16 с. — (Прил. VI к Отчетам о заседаниях О-ва (Памятники древней письменности и искусства. 83)).
- Барсуков А. П. Герб Августа Шлецера : Чит. в заседании 15 февр. 1891. — СПб.: О-во Любителей Духов. Просвещения, 1891. — 7 с. — (Прил. VII к Отчетам о заседаниях О-ва (Памятники древней письменности и искусства. 83)).
- Барсуков А. П. Докладная выписка 121 (1613) г. о вотчинах и поместьях. — М.: Университетск. тип., 1895. — 24 с. — (Из «Чтений в Имп. О-ве истории и древностей российских при Моск. университете» за 1895 г.).
- Барсуков А. П. Исторические заметки. — СПб., 1893 ?. — 7 с. — (Чтение А.П. Барсукова в Имп. О-ве любителей древн. письменности 17 апр. 1892 г.) : I. Князь Гр. Гр. Ромодановский. II. Алексей Фед. Турчанинов).
- Барсуков А. П. Обзор источников и литературы русского родословия (По поводу кн. П. Н. Петрова «История родов русского дворянства»). — СПб.: тип. Имп. акад. наук, 1887. — 96 с. — (Прил. к 54-му т. Записок Имп. Акад. наук; № 4).
- Барсуков А. П. Рассказы из русской истории XVIII века : По арх. документам. — СПб.: тип. т-ва «Обществ. польза», 1885. — 284 с. — (Содерж.: Иоасаф Батурин; Узник Спасо-Евфимиева монастыря; Князь Григорий Григорьевич Орлов; Гатчинские предания об Орлове; Батюшков и Опочинин; Шкловские авантюристы).
- Барсуков А. П. Род Шереметевых. — СПб.: тип. М. М. Стасюлевича, 1881—1904. — Т. 1—8.
- Барсуков А. П. Родословие Шереметевых. — СПб.: тип. М. М. Стасюлевича, 1899. — 36 с. — (Из 7-й кн. «Рода Шереметевых»).
  - . — 2-е изд., испр. и доп. — СПб.: тип. М. М. Стасюлевича, 1904. — 42 с. — (Прил. к 8-й кн. «Рода Шереметевых»).
- Барсуков А. П. Российское благородное собрание в Москве, по сохранившимся архивным документам : С прил. Правил Рос. благород. собр. 1803 г. и Устава 1849 г. — М.: Синод. тип., 1886. — 34+32 с.
- Барсуков А. П. Сведения об Юхотской волости и их прежних владельцах князьях Юхотских и Мстиславских : С прил. ст. об юхот. сокол. помытчиках. — СПб.: изд. гр. С. Д. Шереметева, 1894. — 78 с.
- Барсуков А. П. Село Чиркино Коломенского уезда. — СПб.: тип. М. М. Стасюлевича, 1892. — 16 с.
- Барсуков А. П. Списки городовых воевод и других лиц воеводского управления Московского государства XVII столетия по напечатанным правительственным актам. — СПб.: тип. М. М. Стасюлевича, 1902. — 611 с.
- Барсуков А. П. Спутник москвича : Путеводитель по Москове и окрестностям : Общеполезная справочная книга для приезжих, московск. домовладельцев, купцов, промышленников и купеч. приказчиков. — М.: тип. «Рассвет», 1890. — 670 с.
- Десятни Пензенского края (1669-1696) / Под ред. А. Барсукова. — СПб.: Археогр. комис., 1897. — 472 с. — (Русская историческая библиотека ; Т. 17). Читать
- Письма братьев Орловых к графу Петру Александровичу Румянцову : (1764—1778) / С предисл. и примеч. А. Барсукова. — СПб.: тип. М. Стасюлевича, 1897. — 92 с.
- Письма к графу П. А. Румянцову от его родителей. 1745—1768 гг / С предисл. и примеч. А. Барсукова. — СПб.: тип. М. Стасюлевича, 1900. — 35 с.
- Русские акты Ревельского городского архива / Под ред. А. Барсукова. — СПб.: Археогр. комис., 1894. — 320 с.
- Семь собственноручных писем и записок князя Г. А. Потемкина-Таврического к графу П. А. Румянцеву-Задунайскому (1769—1788) / С предисл. и примеч. А. Барсукова. — СПб.: тип. М. М. Стасюлевича, 1902. — 9 с. — (Отт. из журн. Старина и новизна. — 1902. — Кн. 5).